# Phyllotreta atra
Phyllotreta atra es una especie de insecto coleóptero de la familia Chrysomelidae. Fue descrita en 1775 por Fabricius.